# Kimmo Mustakallio
Kimmo Kalervo Mustakallio, född 7 juli 1931 i Helsingfors, död där 15 augusti 2016, var en finländsk läkare. Han var son till Martti J. Mustakallio.
Mustakallio blev medicine och kirurgie doktor 1966 och var professor i hud- och könssjukdomar vid Helsingfors universitet och överläkare vid kliniken för hud- och könssjukdomar vid Helsingfors universitetscentralsjukhus (HUCS) 1968–1994. Hans vetenskapliga arbeten rör histokemi samt hud- och könssjukdomar med inriktning på farmakologi och immunologi.